# Parafia św. Mikołaja w Kozłowie
Parafia Świętego Mikołaja w Kozłowie – parafia rzymskokatolicka, znajdująca się w diecezji gliwickiej, w dekanacie Gliwice-Łabędy.